# Крупняков, Аркадий Степанович

Мемориальная доска на доме в г. Йошкар-Ола, где жил писатель Аркадий Крупняков в 1968—1976 годах

22 мая 2019 года на здании Советской центральной библиотеки им. А. С. Крупнякова в п. Советский Марий Эл была открыта мемориальная доска писателю в честь 100-летия со дня его рождения

Арка́дий Степа́нович Крупняко́в (22 мая 1919, Чкарино, Царевококшайский уезд, Казанская губерния, ныне — Советский район, Республика Марий Эл — 24 января 1994, Йошкар-Ола) — советский и российский писатель, автор исторических и фантастических романов, драматург, журналист. Народный писатель Марийской АССР (1978). Лауреат Государственной премии Марийской АССР (1975). Участник Великой Отечественной войны. Член ВКП(б) с 1943 года.

## Биография

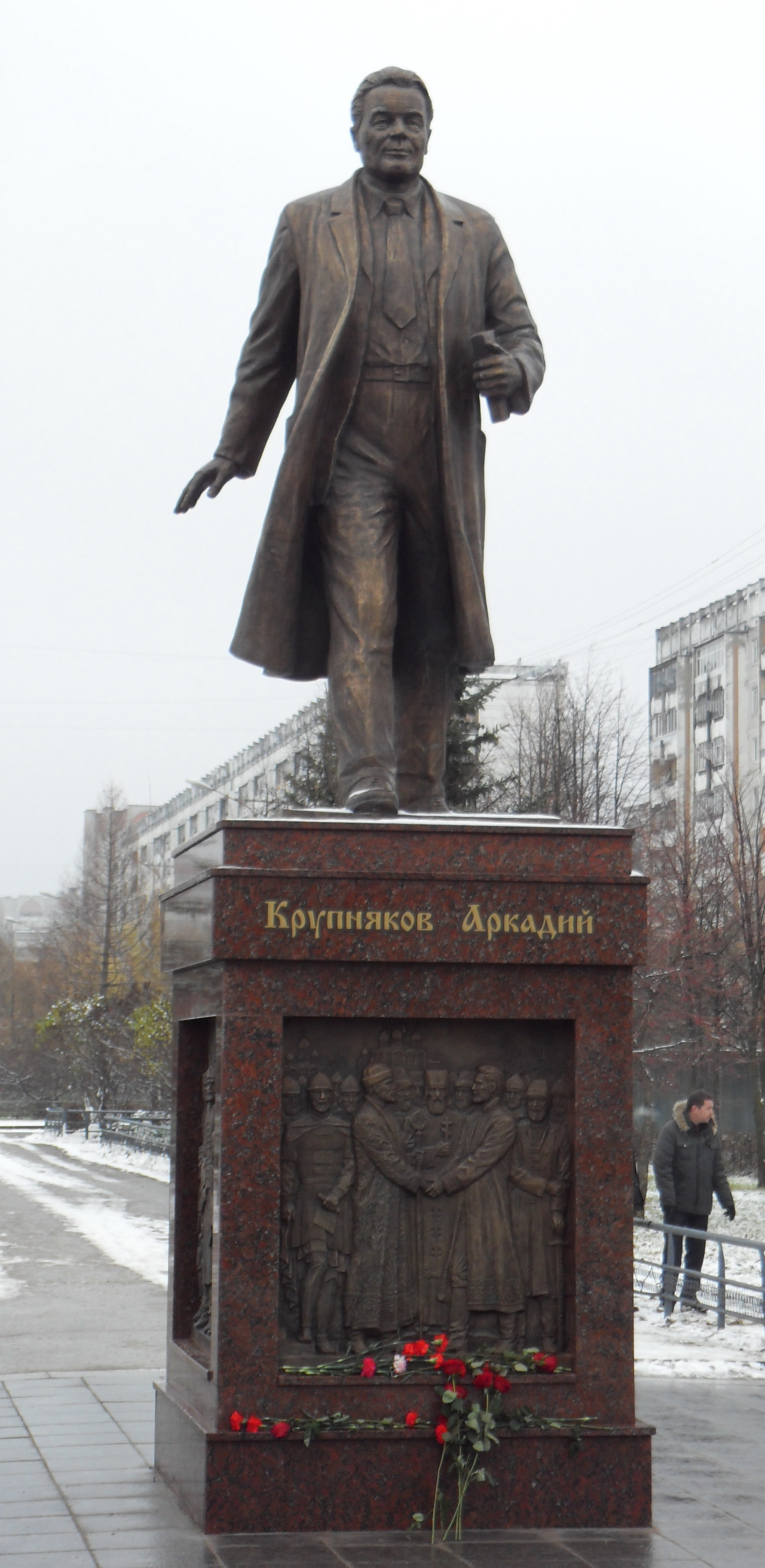
Памятник Аркадию Степановичу Крупнякову, народному писателю Марийской АССР

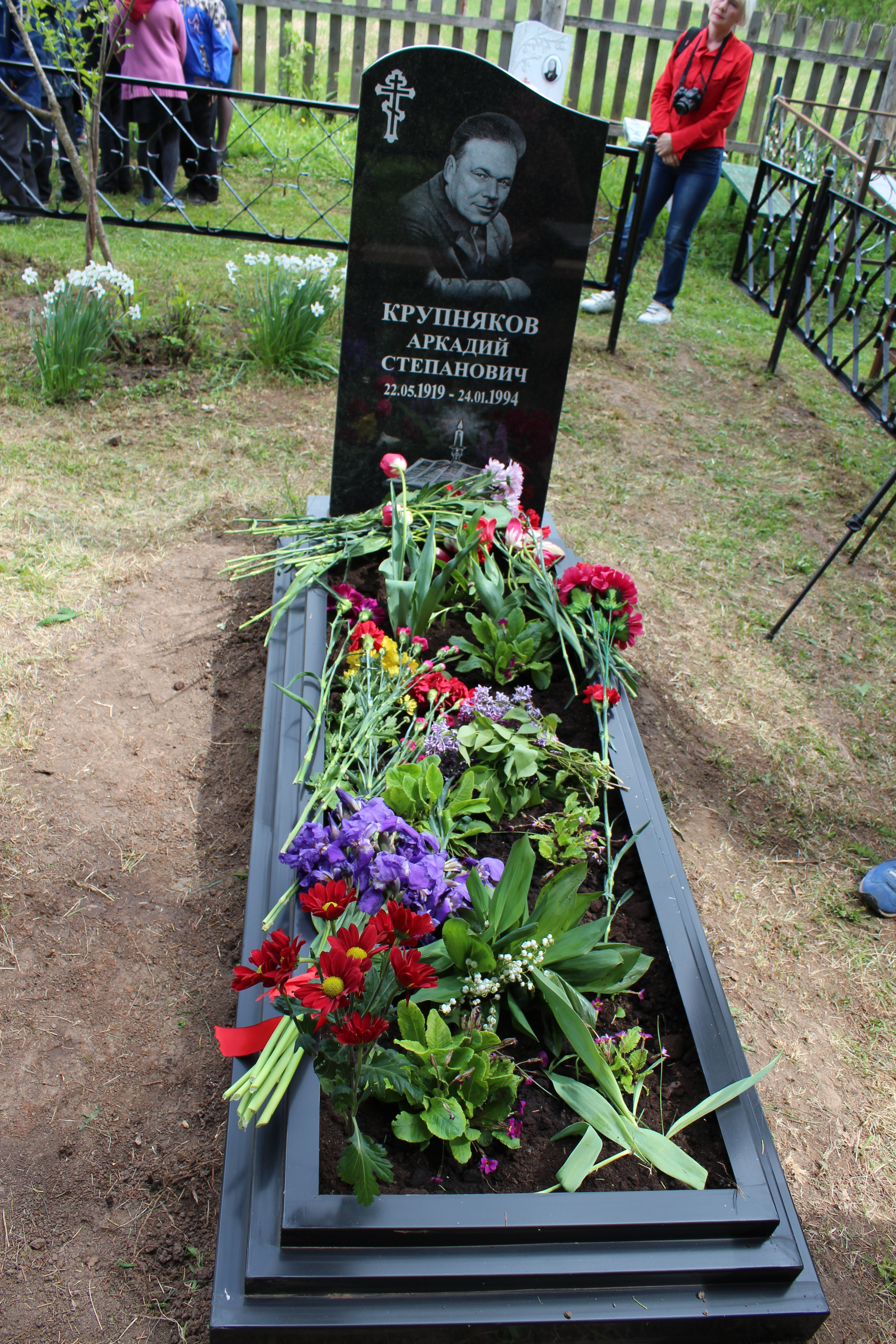
Могила писателя А. С. Крупнякова на кладбище с. Чкарино Советского района Марий Эл

Родился в крестьянской семье. После окончания школы в родном селе в 1937 году учился в школе паровозных бригад на железнодорожной станции Юдино Татарской АССР. Работал помощником механика на железной дороге.
В мае 1939 года был призван в армию. До июля 1941 года служил рядовым 753 горнострелкового полка 292 горнострелковой дивизии Киевского военного округа. С июля 1941 года до февраля 1943 года сражался на Западном фронте, был заместителем политрука роты, затем командиром взвода 374 стрелкового полка 128 ордена Красного Знамени стрелковой дивизии 3 Прибалтийского фронта. В феврале 1943 года сражался на Волховском фронте, был командиром взвода стрелкового полка до февраля 1946 года. Был в блокадном Ленинграде, воевал под Ленинградом, в районе Синявинских высот (д. Синявино), участвовал в боях за Псков. Вскоре А. Крупнякова послали на курсы военных корреспондентов. Контужен, был ранен в руку и ногу (1944). В 1943 году получил звание лейтенанта и вступил в ВКП(б).
После демобилизации в 1946—1958 годах был журналистом, корреспондентом газет «Марийская правда», «Советская Татария», «Крымская правда».
После возвращения в Йошкар-Олу работал заведующим литературно-драматической частью Республиканского русского драматического театра, был литературным консультантом Союза писателей Марийской АССР. С 1970 года — писатель-профессионал.

## Литературная деятельность
Начал публиковаться с 1943 года. Первые его стихотворения появились в районной газете «Социализм корно» («Путь социализма», село Ронга, Советский район) и на страницах фронтовых газет. В годы войны он написал военно-приключенческую повесть «Белые ночи» и в 1943 году опубликовал её в дивизионной газете «За родину!».
После войны публиковал в печати рассказы и художественные очерки. Первый исторический роман «У моря Русского» вышел в Симферополе в 1961 году.
Первый фантастический роман «Амазонки» вышел в Йошкар-Оле в 1989 году.
В 1968 году Аркадий Крупняков был принят в Союз писателей СССР.
Последние романы выходили уже после смерти писателя в обработке его сына, Сергея Крупнякова, который в настоящее время продолжает фантастическую серию, начатую романом «Амазонки».

Сын писателя А. С. Крупнякова Сергей Крупняков у памятника отцу в Йошкар-Оле. 2019 г.

Драма А. С. Крупнякова «Расплата» была поставлена в 1967 году в Республиканском русском драматическом театре. Спектакль был отмечен дипломом I степени на Всесоюзном смотре драматических театров. На основе драмы «Расплата» А. Крупняков написал роман «Лада», описывающий события 1970—1980-х годов.
В репертуаре Русского драматического театра есть несколько спектаклей по его пьесам и инсценировкам. По произведениям А. Крупнякова «Путь Аказа», «Продкомиссия», «Пламя над волостью», «Талькина победа» марийская студия телевидения поставила телеспектакли.

## Основные произведения
- «Лада» (Йошкар-Ола, 1972)

Исторические романы:
- «У моря Русского» (Симферополь, 1961)
- «Марш Акпарса» (Йошкар-Ола, 1965)
- «Гусляры» (трилогия: «Москва-матушка» (Йошкар-Ола, 1976), «Вольные города» (Йошкар-Ола, 1977), «Марш Акпарса» (Йошкар-Ола, 1978))
- «Есть на Волге утёс» (Йошкар-Ола, 1983)
- «Царёв город: сказание о Нове городе на Кокшаге» (Йошкар-Ола, 1984)

Фантастические романы:
- «Амазонки» (Йошкар-Ола, 1989)
- «Пояс Ипполиты»

Пьесы:
- «Расплата» (Йошкар-Ола, 1967)

## Театральные постановки
Список театральных постановок:
- Расплата: драма. (Рус. театр). 1967.
- Последний, решительный: .драма. (Рус. театр). 1968.
- Журавлёнок: драма. (Рус. театр). 1970.
- Выбор: драма. (Рус. театр). 1978.
- Дорогами братства: драма. (Рус. театр). 1978.

## Награды и звания
- За мужество и храбрость, проявленные в борьбе с немецко-фашистскими захватчиками, награждён медалями «За оборону Ленинграда» (1942)[6], «За боевые заслуги» (21.01.1943)[6], орденами Красной Звезды (06.08.1944)[6] и Отечественной войны II степени (06.04.1985)[6][7].
- За заслуги в развитии советской культуры награждён медалью «За доблестный труд. В ознаменование 100-летия со дня рождения Владимира Ильича Ленина»[8], орденом Дружбы народов (1979), Почётными грамотами Президиума Верховного Совета Марийской АССР (1970, 1984, 1989)[2].
- Народный писатель Марийской АССР (1978)
- Лауреат Государственной премии Марийской АССР (1975).

## Память
- Именем писателя названа одна из улиц п. Советский Марий Эл[9].
- Его именем названы районная библиотека в посёлке Советский Марий Эл (с 1995 года) и модельная библиотека-музей в селе Чкарино Советского района Марий Эл[10].
- На родине писателя в селе Чкарино имеется скульптурный портрет работы В. Карпеева (1973)[2].
- 24 мая 2011 года в Йошкар-Оле на доме № 28 по ул. Кремлёвской, где с 1968 по 1976 годы жил А. С. Крупняков, была открыта мемориальная доска.
- 4 ноября 2012 года в Йошкар-Оле на бульваре Чавайна в микрорайоне «Сомбатхей» открыт памятник писателю. Скульптурную композицию создали местные скульпторы Сергей Яндубаев и Анатолий Ширнин[11].
- 30 апреля 2019 года в Национальном музее Республики Марий Эл им. Т. Евсеева состоялось открытие выставки «Мастер слова» к 100-летию со дня рождения писателя[12].
- 22 мая 2019 года, в день 100-летия со Дня рождения А. С. Крупнякова, в рамках мероприятий Дня писателя «Певец земли Акпарса — Аркадий Крупняков» на здании Советской центральной библиотеки, носящей имя писателя, была установлена мемориальная доска[13].
- В мае 2024 года в Марий Эл прошло празднование 105-летие со дня рождения писателя  А. С. Крупнякова. В частности, 22 мая у памятника писателю  в микрорайоне Сомбатхей в заречной части Йошкар-Олы состоялась памятная акция с возложением цветов Участником встречи стал специально приехавший на юбилейные мероприятия  из столицы Крыма сын писателя, писатель и журналист С. А. Крупняков.